# Albert Lougnon
Pour les articles homonymes, voir Lougnon.
Albert Lougnon, né à La Réunion en 1905 et mort en 1969, est un historien français spécialiste de son île natale et de son histoire. Le Journal de l'île de La Réunion le décrit d'ailleurs comme « le premier grand historien de La Réunion » et assure que « ses ouvrages sur les Mascareignes font autorité dans le monde »,

## Biographie
Albert Lougnon est le petit-fils aîné de Jean Baptiste Antoine Lougnon, premier Lougnon à s'être implanté à la Réunion en provenance de Métropole, qui fut Vice-gouverneur et directeur de l'Intérieur à Bourbon à la fin du XIXe siècle. Il est  également le frère aîné de Jacques Lougnon, autre grand personnage de l'histoire de La Réunion.
Titulaire d'un doctorat es Lettres obtenu grâce à une thèse présentée à la Sorbonne en 1956 et traitant de l'île Bourbon pendant la Régence de Louis XV, Albert Lougnon avait antérieurement publié un certain nombre d'ouvrages concernant l'histoire ancienne de ce territoire français de l'Océan Indien, en particulier de sa découverte par les Français au milieu du XVIIe siècle.
Certaines de ces publications ont eu lieu dans le cadre du Recueil trimestriel de documents et travaux inédits pour servir l'histoire des Mascareignes françaises, une revue scientifique qu'il a fondée et dirigée. Il est également le responsable de la première édition de la correspondance du Conseil supérieur de Bourbon et de la Compagnie française des Indes orientales sur le modèle de ce qu'avait fait avant lui Alfred Martineau avec les archives du Conseil supérieur de Pondichéry. On lui doit également un classement des Archives départementales de La Réunion.
La famille Lougnon demeure activement présente à la Réunion. Son petit-fils Cyrille Lougnon prétend notamment avoir découvert le trésor du pirate La Buse estimé entre 1 et 4 milliards d'euros.

## Postérité
Le nom d'Albert Lougnon a été donné à un Collège  de la commune de Saint-Paul. De son vivant, il avait exercé en tant que proviseur du lycée Leconte-de-Lisle, à Saint-Denis  qui il était le seul établissement d'enseignement  de ce type à cette époque par lequel a transité l'élite intellectuelle de l'île.